# Subimago

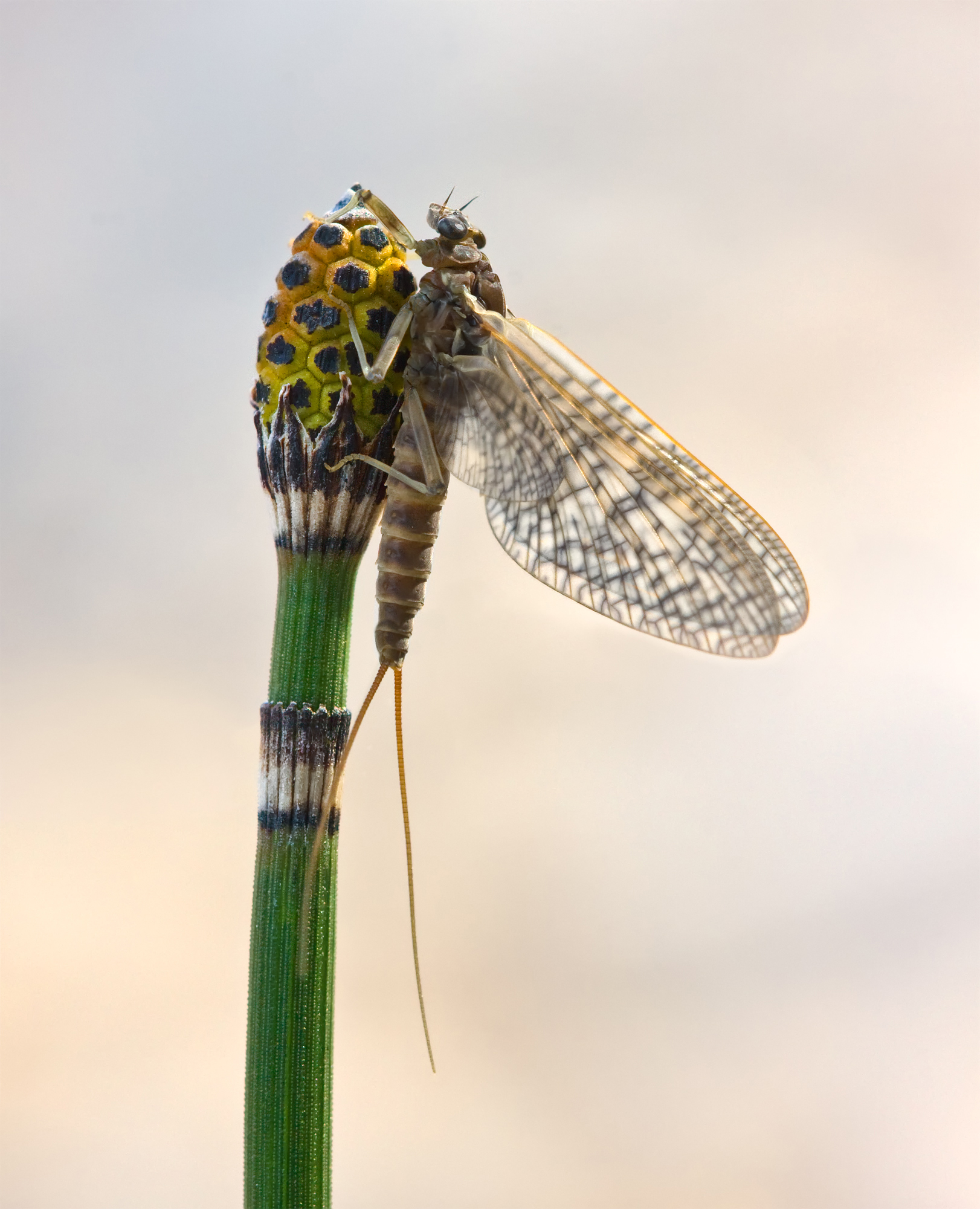
Subimago van Rhithrogena germanica

De subimago is een levensfase die voorkomt bij haften en die ontstaat na de voorlaatste vervelling.
Bij deze voorlaatste vervelling komt de nimf van de haft naar het wateroppervlak en vervelt daar in een volledig gevleugeld insect. Deze subimago ziet eruit als een volledig ontwikkeld insect en kan ook vliegen. Na enige tijd vervelt deze subimago nog een keer om een volledig ontwikkelde imago te worden. Belangrijk verschil in uiterlijk tussen subimago en imago is de doorzichtigheid van de vleugels. De vleugels van de subimago zijn bedekt met haartjes en zijn daardoor niet doorzichtig, terwijl de vleugels van de imago geheel doorzichtig en helder zijn. Pas als imago kan de haft zich voortplanten.